# Powiat przemyski (II Rzeczpospolita)
Powiat przemyski – powiat województwa lwowskiego II Rzeczypospolitej. Jego siedzibą było miasto Przemyśl. 1 sierpnia 1934 r. dokonano nowego podziału powiatu na gminy wiejskie.
Po wojnie powiat pozostał głównie w Polsce, oprócz gmin Niżankowice i Miżyniec, wschodnich części gmin Stubno, Medyka i Popowice oraz południowo-wschodniego fragmentu gminy Hermanowice, które weszły w skład Ukraińskiej SRR.

## Podział administracyjne (1934)

### Gminy wiejskie
- gmina Dubiecko
- gmina Krzywcza
- gmina Kuńkowce
- gmina Orzechowce
- gmina Żurawica
- gmina Medyka
- gmina Stubno
- gmina Popowice
- gmina Miżyniec
- gmina Hermanowice
- gmina Olszany
- gmina Prałkowce
- gmina Niżankowice

### Miasta
- Przemyśl

### Przynależność administracyjna miejscowości powiatu przemyskiego (II RP) w różnych latach
| Gromada/sołectwo       | 1934–1939    | 1940–1941            | 1942–1944    | 1944–1945  | 1945–1948    | 1948–1954    | 1954–1960          | 1960–1972          | 1973–        |
| ---------------------- | ------------ | -------------------- | ------------ | ---------- | ------------ | ------------ | ------------------ | ------------------ | ------------ |
| Bachórzec              | Dubiecko     | Dubiecko             | Dubiecko     | Dubiecko   | Dubiecko     | Dubiecko     | Bachorzec          | Bachorzec          | Dubiecko     |
| Drohobyczka            | Dubiecko     | Dubiecko             | Dubiecko     | Dubiecko   | Dubiecko     | Dubiecko     | Drohobyczka        | Dubiecko           | Dubiecko     |
| Dubiecko               | Dubiecko     | Dubiecko             | Dubiecko     | Dubiecko   | Dubiecko     | Dubiecko     | Dubiecko           | Dubiecko           | Dubiecko     |
| Hucisko Nienadowskie   | Dubiecko     | Dubiecko             | Dubiecko     | Dubiecko   | Dubiecko     | Dubiecko     | Nienadowa          | Nienadowa          | Dubiecko     |
| Iskań                  | Dubiecko     | ZSRR, Bir.           | Dubiecko     | ZSRR, Bir. | Dubiecko     | Dubiecko     | Nienadowa          | Nienadowa          | Dubiecko     |
| Kosztowa               | Dubiecko     | Dubiecko             | Dubiecko     | Dubiecko   | Dubiecko     | Dubiecko     | Bachorzec          | Bachorzec          | Dubiecko     |
| Polchowa               | Dubiecko     | ZSRR, Bir.           | Dubiecko     | ZSRR, Bir. | Dubiecko     | Dubiecko     | Sielnica           | Dubiecko           | Dubiecko     |
| Przedmieście Dubieckie | Dubiecko     | Dubiecko             | Dubiecko     | Dubiecko   | Dubiecko     | Dubiecko     | Dubiecko           | Dubiecko           | Dubiecko     |
| Ruska Wieś             | Dubiecko     | ZSRR, Bir.           | Dubiecko     | ZSRR, Bir. | Dubiecko     | Dubiecko     | Dubiecko           | Dubiecko           | Dubiecko     |
| Sielnica               | Dubiecko     | ZSRR, Bir.           | Dubiecko     | ZSRR, Bir. | Dubiecko     | Dubiecko     | Sielnica           | Dubiecko           | Dubiecko     |
| Śliwnica ad Dubiecko   | Dubiecko     | Dubiecko             | Dubiecko     | Dubiecko   | Dubiecko     | Dubiecko     | Dubiecko           | Dubiecko           | Dubiecko     |
| Aksmanice              | Hermanowice  | ZSRR, Prz.           | Niżankowice  | ZSRR, Prz. | Fredropol    | Fredropol    | Fredropol          | Fredropol          | Fredropol    |
| Darowice               | Hermanowice  | ZSRR, Prz.           | Przemyśl     | ZSRR, Prz. | Fredropol    | Fredropol    | Hermanowice        | Hermanowice        | Fredropol    |
| Fredropol              | Hermanowice  | ZSRR, Prz.           | Niżankowice  | ZSRR, Prz. | Fredropol    | Fredropol    | Fredropol          | Fredropol          | Fredropol    |
| Grochowce              | Hermanowice  | ZSRR, Prz.           | Przemyśl     | ZSRR, Prz. | Przemyśl     | Przemyśl     | Grochowce          | Pikulice           | Przemyśl     |
| Hermanowice            | Hermanowice  | ZSRR, Prz.           | Przemyśl     | ZSRR, Prz. | Przemyśl     | Przemyśl     | Hermanowice        | Hermanowice        | Przemyśl     |
| Kłokowice              | Hermanowice  | ZSRR, Prz.           | Niżankowice  | ZSRR, Prz. | Fredropol    | Fredropol    | Fredropol          | Fredropol          | Fredropol    |
| Kniażyce               | Hermanowice  | ZSRR, Prz.           | Przemyśl     | ZSRR, Prz. | Fredropol    | Fredropol    | Grochowce          | Fredropol          | Fredropol    |
| Koniusza               | Hermanowice  | ZSRR, Prz.           | Niżankowice  | ZSRR, Prz. | Fredropol    | Fredropol    | Fredropol          | Fredropol          | Fredropol    |
| Koniuszki              | Hermanowice  | ZSRR, Prz.           | Przemyśl     | ZSRR, Prz. | Fredropol    | Fredropol    | Hermanowice        | Hermanowice        | Fredropol    |
| Kormanice              | Hermanowice  | ZSRR, Prz.           | Niżankowice  | ZSRR, Prz. | Fredropol    | Fredropol    | Fredropol          | Fredropol          | Fredropol    |
| Kupiatycze             | Hermanowice  | ZSRR, Prz.           | Niżankowice  | ZSRR, Prz. | Fredropol    | Fredropol    | Hermanowice        | Hermanowice        | Fredropol    |
| Łuczyce                | Hermanowice  | ZSRR, Med.           | Przemyśl     | ZSRR, Med. | Przemyśl     | Przemyśl     | Krówniki           | Krówniki           | Przemyśl     |
| Malhowice              | Hermanowice  | ZSRR, Prz.           | Niżankowice  | ZSRR, Prz. | ZSRR, Niż.   | Fredropol    | Hermanowice        | Hermanowice        | Przemyśl     |
| Młodowice              | Hermanowice  | ZSRR, Prz.           | Niżankowice  | ZSRR, Prz. | Fredropol    | Fredropol    | Fredropol          | Fredropol          | Fredropol    |
| Nehrybka               | Hermanowice  | ZSRR, Prz.           | Przemyśl     | ZSRR, Prz. | Przemyśl     | Przemyśl     | Pikulice           | Pikulice           | Przemyśl     |
| Pikulice               | Hermanowice  | ZSRR, Prz.           | Przemyśl     | ZSRR, Prz. | Przemyśl     | Przemyśl     | Pikulice           | Pikulice           | Przemyśl     |
| Podmojsce              | Hermanowice  | ZSRR, Prz.           | Niżankowice  | ZSRR, Prz. | ZSRR, Niż.   | ZSRR, Niż.   | ZSRR, Niż. \| Dob. | ZSRR, Dob. \| Sta. | ZSRR, Sta.   |
| Sielec                 | Hermanowice  | ZSRR, Prz.           | Przemyśl     | ZSRR, Prz. | Przemyśl     | Przemyśl     | Krówniki           | Przemyśl (m)       | Przemyśl (m) |
| Sierakośce             | Hermanowice  | ZSRR, Prz.           | Niżankowice  | ZSRR, Prz. | ZSRR, Niż.   | Fredropol    | Fredropol          | Fredropol          | Fredropol    |
| Sólca                  | Hermanowice  | ZSRR, Prz.           | Niżankowice  | ZSRR, Prz. | Fredropol    | Fredropol    | Fredropol          | Fredropol          | Fredropol    |
| Stanisławczyk          | Hermanowice  | ZSRR, Prz.           | Miżyniec     | ZSRR, Prz. | Przemyśl     | Przemyśl     | Hermanowice        | Hermanowice        | Przemyśl     |
| Witoszyńce             | Hermanowice  | ZSRR, Prz.           | Przemyśl     | ZSRR, Prz. | Przemyśl     | Przemyśl     | Grochowce          | Pikulice           | Przemyśl     |
| Zabłotce               | Hermanowice  | ZSRR, Prz.           | Niżankowice  | ZSRR, Prz. | ZSRR, Niż.   | ZSRR, Niż.   | ZSRR, Niż. \| Dob. | ZSRR, Dob. \| Sta. | ZSRR, Sta.   |
| Babice nad Sanem       | Krzywcza     | Krzywcza             | Krzywcza     | Krzywcza   | Krzywcza     | Krzywcza     | Babice             | Babice             | Krzywcza     |
| Bachów                 | Krzywcza     | ZSRR, Bir.           | Krzywcza     | ZSRR, Bir. | Krzywcza     | Krzywcza     | Babice             | Babice             | Krzywcza     |
| Chyrzyna               | Krzywcza     | ZSRR, Bir.           | Krzywcza     | ZSRR, Bir. | Krzywcza     | Krzywcza     | Krzywcza           | Krzywcza           | Krzywcza     |
| Krzywcza               | Krzywcza     | Krzywcza             | Krzywcza     | Krzywcza   | Krzywcza     | Krzywcza     | Krzywcza           | Krzywcza           | Krzywcza     |
| Kupna                  | Krzywcza     | ZSRR, Bir.           | Krzywcza     | ZSRR, Bir. | Krzywcza     | Krzywcza     | Krzywcza           | Krzywcza           | Krzywcza     |
| Nienadowa              | Krzywcza     | Krzywcza             | Dubiecko     | Dubiecko   | Dubiecko     | Dubiecko     | Nienadowa          | Nienadowa          | Dubiecko     |
| Reczpol                | Krzywcza     | Krzywcza             | Krzywcza     | Krzywcza   | Krzywcza     | Krzywcza     | Krzywcza           | Krzywcza           | Krzywcza     |
| Ruszelczyce            | Krzywcza     | Krzywcza             | Krzywcza     | Krzywcza   | Krzywcza     | Krzywcza     | Krzywcza           | Krzywcza           | Krzywcza     |
| Skopów                 | Krzywcza     | Krzywcza             | Krzywcza     | Krzywcza   | Krzywcza     | Krzywcza     | Babice             | Babice             | Krzywcza     |
| Średnia                | Krzywcza     | Krzywcza             | Krzywcza     | Krzywcza   | Krzywcza     | Krzywcza     | Krzywcza           | Krzywcza           | Krzywcza     |
| Wola Krzywiecka        | Krzywcza     | Krzywcza             | Krzywcza     | Krzywcza   | Krzywcza     | Krzywcza     | Krzywcza           | Krzywcza           | Krzywcza     |
| Bełwin                 | Kuńkowce     | Kuńkowce             | Przemyśl     | Kuńkowce   | Kuńkowce     | Kuńkowce     | Kuńkowce           | Kuńkowce           | Przemyśl     |
| Korytniki              | Kuńkowce     | Kuńkowce             | Krzywcza     | Kuńkowce   | Kuńkowce     | Kuńkowce     | Krasiczyn          | Krasiczyn          | Krasiczyn    |
| Łętownia               | Kuńkowce     | Kuńkowce             | Przemyśl     | Kuńkowce   | Kuńkowce     | Kuńkowce     | Kuńkowce           | Kuńkowce           | Przemyśl     |
| Kuńkowce               | Kuńkowce     | Kuńkowce             | Przemyśl (m) | Kuńkowce   | Kuńkowce     | Kuńkowce     | Kuńkowce           | Kuńkowce           | Przemyśl     |
| Ostrów                 | Kuńkowce     | Kuńkowce             | Przemyśl (m) | Kuńkowce   | Kuńkowce     | Kuńkowce     | Kuńkowce           | Kuńkowce           | Przemyśl     |
| Ujkowice               | Kuńkowce     | Kuńkowce             | Orzechowce   | Orzechowce | Orzechowce   | Orzechowce   | Maćkowice          | Maćkowice          | Przemyśl     |
| Wapowce                | Kuńkowce     | Kuńkowce             | Krzywcza     | Kuńkowce   | Kuńkowce     | Kuńkowce     | Kuńkowce           | Kuńkowce           | Przemyśl     |
| Medyka                 | Medyka       | ZSRR, Med.           | Medyka       | ZSRR, Med. | ZSRR, Med.   | Medyka       | Medyka             | Medyka             | Medyka       |
| Szechynie              | Medyka       | ZSRR, Med.           | Medyka       | ZSRR, Med. | ZSRR, Med.   | ZSRR, Moś.   | ZSRR, Moś.         | ZSRR, Moś.         | ZSRR, Moś.   |
| Boratycze              | Miżyniec     | ZSRR, Med.           | Miżyniec     | ZSRR, Prz. | ZSRR, Niż.   | ZSRR, Niż.   | ZSRR, Niż. \| Moś. | ZSRR, Moś.         | ZSRR, Moś.   |
| Borszowice             | Miżyniec     | ZSRR, Prz.           | Niżankowice  | ZSRR, Prz. | ZSRR, Niż.   | ZSRR, Niż.   | ZSRR, Niż. \| Dob. | ZSRR, Dob. \| Sta. | ZSRR, Sta.   |
| Bybło                  | Miżyniec     | ZSRR, Prz.           | Niżankowice  | ZSRR, Prz. | ZSRR, Niż.   | ZSRR, Niż.   | ZSRR, Niż. \| Dob. | ZSRR, Dob. \| Sta. | ZSRR, Sta.   |
| Drozdowice             | Miżyniec     | ZSRR, Prz.           | Miżyniec     | ZSRR, Prz. | ZSRR, Niż.   | ZSRR, Niż.   | ZSRR, Niż. \| Dob. | ZSRR, Dob. \| Sta. | ZSRR, Sta.   |
| Gdeszyce               | Miżyniec     | ZSRR, Prz.           | Miżyniec     | ZSRR, Prz. | ZSRR, Niż.   | ZSRR, Niż.   | ZSRR, Niż. \| Dob. | ZSRR, Dob. \| Sta. | ZSRR, Sta.   |
| Hruszatyce             | Miżyniec     | ZSRR, Prz.           | Miżyniec     | ZSRR, Prz. | ZSRR, Niż.   | ZSRR, Niż.   | ZSRR, Niż. \| Dob. | ZSRR, Dob. \| Sta. | ZSRR, Sta.   |
| Miżyniec               | Miżyniec     | ZSRR, Prz.           | Miżyniec     | ZSRR, Prz. | ZSRR, Niż.   | ZSRR, Niż.   | ZSRR, Niż. \| Dob. | ZSRR, Dob. \| Sta. | ZSRR, Sta.   |
| Paćkowice              | Miżyniec     | ZSRR, Prz.           | Niżankowice  | ZSRR, Prz. | ZSRR, Niż.   | ZSRR, Niż.   | ZSRR, Niż. \| Dob. | ZSRR, Dob. \| Sta. | ZSRR, Sta.   |
| Sanoczany              | Miżyniec     | ZSRR, Prz.           | Miżyniec     | ZSRR, Prz. | ZSRR, Niż.   | ZSRR, Niż.   | ZSRR, Niż. \| Dob. | ZSRR, Dob. \| Sta. | ZSRR, Sta.   |
| Stroniowice            | Miżyniec     | ZSRR, Prz.           | Miżyniec     | ZSRR, Prz. | ZSRR, Niż.   | ZSRR, Niż.   | ZSRR, Niż. \| Dob. | ZSRR, Dob. \| Sta. | ZSRR, Sta.   |
| Wielunice              | Miżyniec     | ZSRR, Prz.           | Miżyniec     | ZSRR, Prz. | ZSRR, Niż.   | ZSRR, Niż.   | ZSRR, Niż. \| Dob. | ZSRR, Dob. \| Sta. | ZSRR, Sta.   |
| Zrotowice              | Miżyniec     | ZSRR, Prz.           | Miżyniec     | ZSRR, Prz. | ZSRR, Niż.   | ZSRR, Niż.   | ZSRR, Niż. \| Dob. | ZSRR, Dob. \| Sta. | ZSRR, Sta.   |
| Niżankowice            | Niżankowice  | ZSRR, Prz.           | Niżankowice  | ZSRR, Prz. | ZSRR, Niż.   | ZSRR, Niż.   | ZSRR, Niż. \| Dob. | ZSRR, Dob. \| Sta. | ZSRR, Sta.   |
| Brylińce               | Olszany      | ZSRR, Prz.           | Olszany      | Krasiczyn  | Krasiczyn    | Krasiczyn    | Rokszyce           | Olszany            | Krasiczyn    |
| Chołowice              | Olszany      | ZSRR, Prz.           | Olszany      | Krasiczyn  | Krasiczyn    | Krasiczyn    | Rokszyce           | Olszany            | Krasiczyn    |
| Cisowa                 | Olszany      | ZSRR, Prz.           | Olszany      | Krasiczyn  | Krasiczyn    | Krasiczyn    | Rokszyce           | Olszany            | Krasiczyn    |
| Krasice                | Olszany      | Kuńkowce             | Olszany      | Kuńkowce   | Kuńkowce     | Kuńkowce     | Rokszyce           | Olszany            | Krasiczyn    |
| Krzeczkowa             | Olszany      | ZSRR, Prz.           | Olszany      | Krasiczyn  | Krasiczyn    | Krasiczyn    | Rokszyce           | Olszany            | Krasiczyn    |
| Mielnów                | Olszany      | ZSRR, Prz.           | Olszany      | Krasiczyn  | Krasiczyn    | Krasiczyn    | Rokszyce           | Olszany            | Krasiczyn    |
| Olszany                | Olszany      | ZSRR, Prz.           | Olszany      | Krasiczyn  | Krasiczyn    | Krasiczyn    | Rokszyce           | Olszany            | Krasiczyn    |
| Rokszyce               | Olszany      | ZSRR, Prz.           | Olszany      | Krasiczyn  | Krasiczyn    | Krasiczyn    | Rokszyce           | Olszany            | Krasiczyn    |
| Batycze                | Orzechowce   | Orzechowce           | Orzechowce   | Orzechowce | Orzechowce   | Orzechowce   | Orzechowce         | Maćkowice          | Żurawica     |
| Drohojów               | Orzechowce   | Orzechowce           | Orzechowce   | Orzechowce | Orzechowce   | Orzechowce   | Orły               | Orły               | Orły         |
| Duńkowiczki            | Orzechowce   | Orzechowce           | Orzechowce   | Orzechowce | Orzechowce   | Orzechowce   | Orzechowce         | Orły               | Orły         |
| Hnatkowice             | Orzechowce   | Orzechowce           | Orzechowce   | Orzechowce | Orzechowce   | Orzechowce   | Trójczyce          | Trójczyce          | Orły         |
| Kosienice              | Orzechowce   | Orzechowce           | Orzechowce   | Orzechowce | Orzechowce   | Orzechowce   | Maćkowice          | Maćkowice          | Żurawica     |
| Maćkowice              | Orzechowce   | Orzechowce           | Orzechowce   | Orzechowce | Orzechowce   | Orzechowce   | Maćkowice          | Maćkowice          | Żurawica     |
| Małkowice              | Orzechowce   | Orzechowce           | Wyszatyce    | Orzechowce | Orzechowce   | Orzechowce   | Orły               | Orły               | Orły         |
| Orły                   | Orzechowce   | Orzechowce           | Orzechowce   | Orzechowce | Orzechowce   | Orzechowce   | Orły               | Orły               | Orły         |
| Orzechowce             | Orzechowce   | Orzechowce           | Orzechowce   | Orzechowce | Orzechowce   | Orzechowce   | Orzechowce         | Maćkowice          | Żurawica     |
| Trójczyce              | Orzechowce   | Orzechowce           | Orzechowce   | Orzechowce | Orzechowce   | Orzechowce   | Trójczyce          | Trójczyce          | Orły         |
| Wacławice              | Orzechowce   | Orzechowce           | Orzechowce   | Orzechowce | Orzechowce   | Orzechowce   | Trójczyce          | Trójczyce          | Orły         |
| Byków                  | Popowice     | ZSRR, Med.           | Popowice     | ZSRR, Med. | ZSRR, Med.   | ZSRR, Moś.   | ZSRR, Moś.         | ZSRR, Moś.         | ZSRR, Moś.   |
| Chodnowice             | Popowice     | ZSRR, Med.           | Popowice     | ZSRR, Med. | ZSRR, Med.   | ZSRR, Niz.   | ZSRR, Niż. \| Moś. | ZSRR, Moś.         | ZSRR, Moś.   |
| Chraplice              | Popowice     | ZSRR, Med.           | Popowice     | ZSRR, Med. | ZSRR, Med.   | ZSRR, Niz.   | ZSRR, Niż. \| Moś. | ZSRR, Moś.         | ZSRR, Moś.   |
| Cyków                  | Popowice     | ZSRR, Med.           | Popowice     | ZSRR, Med. | ZSRR, Med.   | ZSRR, Niz.   | ZSRR, Niż. \| Moś. | ZSRR, Moś.         | ZSRR, Moś.   |
| Hureczko               | Popowice     | ZSRR, Med.           | Przemyśl     | ZSRR, Med. | Przemyśl     | Medyka       | Przekopana         | Krówniki           | Medyka       |
| Hurko                  | Popowice     | ZSRR, Med.           | Medyka       | ZSRR, Med. | Przemyśl     | Medyka       | Przekopana         | Medyka             | Medyka       |
| Jaksmanice             | Popowice     | ZSRR, Med.           | Popowice     | ZSRR, Med. | ZSRR, Med.   | Medyka       | Krówniki           | Krówniki           | Medyka       |
| Krówniki               | Popowice     | ZSRR, Med.           | Przemyśl     | ZSRR, Med. | Przemyśl     | Przemyśl     | Krówniki           | Krówniki           | Przemyśl     |
| Nowosiółki             | Popowice     | ZSRR, Med.           | Popowice     | ZSRR, Med. | ZSRR, Med.   | ZSRR, Moś.   | ZSRR, Moś.         | ZSRR, Moś.         | ZSRR, Moś.   |
| Pleszowice             | Popowice     | ZSRR, Med.           | Popowice     | ZSRR, Med. | ZSRR, Med.   | ZSRR, Niz.   | ZSRR, Niż. \| Moś. | ZSRR, Moś.         | ZSRR, Moś.   |
| Popowice               | Popowice     | ZSRR, Med.           | Popowice     | ZSRR, Med. | ZSRR, Med.   | ZSRR, Niz.   | ZSRR, Niż. \| Moś. | ZSRR, Moś.         | ZSRR, Moś.   |
| Przekopana             | Popowice     | ZSRR, Prz.           | Przemyśl     | ZSRR, Prz. | Przemyśl     | Przemyśl     | Przekopana         | Przemyśl (m)       | Przemyśl (m) |
| Rożubowice             | Popowice     | ZSRR, Med.           | Popowice     | ZSRR, Med. | ZSRR, Niż.   | Przemyśl     | Hermanowice        | Hermanowice        | Przemyśl     |
| Siedliska              | Popowice     | ZSRR, Med.           | Popowice     | ZSRR, Med. | ZSRR, Med.   | Medyka       | Krówniki           | Krówniki           | Medyka       |
| Tyszkowice             | Popowice     | ZSRR, Med.           | Popowice     | ZSRR, Med. | ZSRR, Med.   | ZSRR, Niz.   | ZSRR, Niż. \| Moś. | ZSRR, Moś.         | ZSRR, Moś.   |
| Krasiczyn              | Prałkowce    | ZSRR, Prz.           | Olszany      | ZSRR, Prz. | Krasiczyn    | Krasiczyn    | Krasiczyn          | Krasiczyn          | Krasiczyn    |
| Kruhel Mały            | Prałkowce    | ZSRR, Prz.           | Przemyśl     | ZSRR, Prz. | Przemyśl     | Przemyśl     | Przemyśl (m)       | Przemyśl (m)       | Przemyśl (m) |
| Kruhel Wielki          | Prałkowce    | ZSRR, Prz.           | Przemyśl     | ZSRR, Prz. | Przemyśl     | Przemyśl     | Prałkowce          | Krasiczyn          | Krasiczyn    |
| Prałkowce              | Prałkowce    | ZSRR, Prz.           | Przemyśl     | ZSRR, Prz. | Przemyśl     | Przemyśl     | Prałkowce          | Krasiczyn          | Krasiczyn    |
| Śliwnica ad Krasiczyn  | Prałkowce    | ZSRR, Prz.           | Olszany      | ZSRR, Prz. | Krasiczyn    | Krasiczyn    | Krasiczyn          | Krasiczyn          | Krasiczyn    |
| Tarnawce               | Prałkowce    | ZSRR, Prz.           | Przemyśl     | ZSRR, Prz. | Krasiczyn    | Krasiczyn    | Krasiczyn          | Krasiczyn          | Krasiczyn    |
| Zalesie                | Prałkowce    | ZSRR, Prz.           | Olszany      | ZSRR, Prz. | Krasiczyn    | Krasiczyn    | Prałkowce          | Krasiczyn          | Krasiczyn    |
| Przemyśl (m)           | Przemyśl (m) | ZSRR, Prz.           | Przemyśl (m) | ZSRR, Prz. | Przemyśl (m) | Przemyśl (m) | Przemyśl (m)       | Przemyśl (m)       | Przemyśl (m) |
| – Zasanie              | Przemyśl (m) | Deutsch-Przemysl (m) | Przemyśl (m) | Żurawica   | Przemyśl (m) | Przemyśl (m) | Przemyśl (m)       | Przemyśl (m)       | Przemyśl (m) |
| Barycz                 | Stubno       | ZSRR, Med.           | Medyka       | ZSRR, Med. | Stubno       | Stubno       | Stubno             | Stubno             | Stubno       |
| Buców                  | Stubno       | ZSRR, Med.           | Medyka       | ZSRR, Med. | ZSRR, Med.   | ZSRR, Moś.   | ZSRR, Moś.         | ZSRR, Moś.         | ZSRR, Moś.   |
| Chałupki Dusowskie     | Stubno       | ZSRR, Med.           | Medyka       | ZSRR, Med. | Stubno       | Stubno       | Poździacz          | Stubno             | Stubno       |
| Dusowce                | Stubno       | Żurawica             | Wyszatyce    | Żurawica   | Żurawica     | Żurawica     | Walawa             | Orły               | Orły         |
| Nakło                  | Stubno       | ZSRR, Med.           | Medyka       | ZSRR, Med. | Stubno       | Stubno       | Poździacz          | Stubno             | Stubno       |
| Polska Marynka         | Stubno       | ZSRR, Med.           | Medyka       | ZSRR, Med. | ZSRR, Med.   | ZSRR, Moś.   | ZSRR, Moś.         | ZSRR, Moś.         | ZSRR, Moś.   |
| Poździacz              | Stubno       | ZSRR, Med.           | Medyka       | ZSRR, Med. | Stubno       | Stubno       | Poździacz          | Medyka             | Medyka       |
| Skład Solny            | Stubno       | ZSRR, Med.           | Medyka       | ZSRR, Med. | Stubno       | Stubno       | Michałówka         | Duńkowice          | Radymno      |
| Stubienko              | Stubno       | ZSRR, Med.           | Medyka       | ZSRR, Med. | Stubno       | Stubno       | Stubno             | Stubno             | Stubno       |
| Stubno                 | Stubno       | ZSRR, Med.           | Medyka       | ZSRR, Med. | Stubno       | Stubno       | Stubno             | Stubno             | Stubno       |
| Torki                  | Stubno       | ZSRR, Med.           | Medyka       | ZSRR, Med. | Stubno       | Medyka       | Poździacz          | Medyka             | Medyka       |
| Walawa                 | Stubno       | Żurawica             | Wyszatyce    | Żurawica   | Żurawica     | Żurawica     | Walawa             | Wyszatyce          | Orły         |
| Bolestraszyce          | Żurawica     | Żurawica             | Wyszatyce    | Żurawica   | Żurawica     | Żurawica     | Bolestraszyce      | Żurawica           | Żurawica     |
| Buszkowice             | Żurawica     | Żurawica             | Przemyśl (m) | Żurawica   | Żurawica     | Żurawica     | Buszkowice         | Żurawica           | Żurawica     |
| Buszkowiczki           | Żurawica     | Żurawica             | Przemyśl (m) | Żurawica   | Żurawica     | Żurawica     | Buszkowice         | Żurawica           | Żurawica     |
| Wilcza                 | Żurawica     | ZSRR, Prz.           | Przemyśl     | ZSRR, Prz. | Przemyśl     | Przemyśl     | Przemyśl (m)       | Przemyśl (m)       | Przemyśl (m) |
| Wyszatyce              | Żurawica     | Żurawica             | Wyszatyce    | Żurawica   | Żurawica     | Żurawica     | Wyszatyce          | Wyszatyce          | Żurawica     |
| Żurawica               | Żurawica     | Żurawica             | Przemyśl (m) | Żurawica   | Żurawica     | Żurawica     | Żurawica           | Żurawica           | Żurawica     |

## Starostowie
- Emil Wehrstein (pocz. lat 20.)[3][4]
- Czesław Eckhardt (1.IX.1924-15.I.1926)[5]
- Roman Frankowski (1926-1927)[6][7]
- Tadeusz Wrześniowski (1927 - pocz. I 1929)[8].
- Stanisław Michałowski (05.01.1929-1932)[9][10]
- Adam Remiszewski (1932-1939)[11][12]

Zastępcy / wicestarostowie
- Kazimierz Stępień (1928-)[13]
- Jan Starzecki[14]